# Żytno
Żytno is een dorp in het Poolse woiwodschap Łódź, in het district Radomszczański. De plaats maakt deel uit van de gemeente Żytno en telt 710 inwoners.